# Publiusz Waleriusz Publikola
Publius Valerius Publicola (zm. 503 p.n.e.) – jeden z głównych uczestników spisku przeciw Tarkwiniuszowi Pysznemu. W 509 p.n.e., gdy konsul Tarkwiniusz Kollatyn zrzekł się urzędu konsula, Waleriusz został wybrany na jego miejsce. Urząd konsula sprawował jeszcze w 508 p.n.e., 507 p.n.e. i 504 p.n.e. Zadał ostateczną klęskę Etruskom, zwyciężył także Wejentów i Sabinów. Zmarł w 503 p.n.e.
Plutarch napisał jego biografię. Do jego legendy nawiązuje również opera Muzio Scevola, gdzie Publikola jest jedną z postaci.